# Немцы (роман)
«Немцы» — роман писателя современной русской литературы Александра Терехова. Победитель премии «Национальный бестселлер» 2012 года, финалист премий «Большая книга» и «Русский Букер». Написан отчасти как социальная и политическая сатира.

## Общая информация
Первое издание романа «Немцы» было оформлено к выпуску издательством «АСТ» в Москве в 2012 году. В дальнейшем книга постоянно выпускалась отдельным тиражом. Роман популярен у современного читателя.
Роман Терехова является чем-то средним между художественной публицистикой и «производственным» романом: одноплановое повествование, язык книги выделяется журналистским стилем и напичкан чиновничьими штампами, сюжет предсказуем, уже в середине книги можно понять развязку. Совершенно ясно, что это современная русская проза. 
Многие литературоведы отмечают сатирическую тему произведения, которая соседствует с сентиментальной.

## Сюжет
Герои романа, четыре московских друга и чиновника, обозначенные в романе условными немецкими именами, - Эбергард, Фриц, Хериберт и Хассо — время от времени «сверяют часы» в престижных ресторанах. В географических ориентирах угадывается Москва.
Если в романе Терехова «Каменный мост» читателя отправляют в недавнее сталинское прошлое, то главный герой «Немцев» повествует историю о наших днях. Ироничный и умный скептик Эбергард, руководит пресс-центром в одной из администрации города — чиновник из элиты. Он полностью осознаёт и пытается жить «по понятиям». Однако очень скоро его позиция конформиста рушит всю карьеру. Его личная жизнь также непроста: он ведёт постоянную борьбу за дочь от первого брака.
Многие герои произведения наречены нерусскими именами — Эрбергард, Сигирд, Улрике, Хассо, Эрна, Фриц, Хериберт. Несмотря на это, речь в романе идёт о нашей отечественной действительности рубежа XX и XXI веков. Автор заявляет о географической принадлежности лиц, имеющих отношение к Германии, а также о старинном толковании русского слова «немцы».

## Восприятие
Писатель Валерий Осинский назвал «Немцев» «без преувеличения документом эпохи. Страшной, безликой, карикатурной! Эпохи, в которой те, кто живут на „летающем острове“ беззастенчиво презирают покорных людей, „разобравших свои низкие уделы“». По словам Осинского, автор «не издевается над „разобравшими низкие уделы“, а сопереживает им, ощущая сопричастность своего героя к их судьбе. Потому-то публицистичность „Немцев“ так востребована».
Были и отрицательные оценки романа: Дмитрий Быков, например, назвал его  назвал «скачком» автора назад, а Варвара Бабицкая, не оценив симпатии автора к СССР и увидев в нём мизогинию и «невытравимый след соцреализма, рассматривающего индивидуума с классовой точки зрения», раскритиковала роман за его громоздкий стиль: «Приметы советской литературной школы неистребимы у Александра Терехова — как и у целого ряда других современных писателей. Как будто в каком-то сталинском бункере на засекреченной ветке метро и сейчас существуют подпольные курсы "совьетик криэйтив райтинг", и на них посвященных учат вот чему». Напротив, Валерий Бондаренко посчитал стиль романа, отражающий современность «как нарисованную на прозрачном занавесе декорацию, сквозь которую просверкивают острые огонечки сцены», одним из основных его достоинств:
Стиль Терехова здесь, многословный, слоеный, громоздкий. Кажется, завязла и буксует в глубокой грязи большая машина, прожирая, захлебываясь, борясь с грязью и оставаясь при этом на месте.
Майя Кучерская писала, что Терехов «блистательно, безжалостно и красиво» «пишет о нашей раздражающей действительности – хотя бы поэтому его прочтут», однако читать его как социально-политическую сатиру «значит снять только первый слой. Скальпель Терехова режет глубже, больней. Эбергард и постоянно сливающийся с ним автор убеждены: в той или иной мере онемечены все, без исключения».
«Немцы» были удостоены премии «Национальный бестселлер» (2012), были номинированы на премии «Большая Книга» и «Русский Букер» (2013). 
В 2018 году один из критиков сайта «Полка», Константин Мильчин, добавил роман в свой список важнейших произведений русской литературы. От редакции к роману идёт следующая аннотация: «Сатирический роман о том, как устроен чиновничий мир, в котором ничто не имеет значения, кроме распилов, откатов и контроля над финансовыми потоками. Терехов даёт главному герою и его окружению немецкие имена, подчёркивая их непохожесть на других, крайнюю чуждость стране, в которой они живут; за рамками национальных коннотаций «немцы» здесь — ещё и не совсем люди, безмолвные пустышки («немец» — от слова «немой»). Последняя ниточка, связывающая Эбергарда с человеческим миром, — его тоска по дочери, эта тоска кажется гораздо более прочной и настоящей, чем густая сеть денежных транзакций».

## Экранизация
Премьера снятого по этому роману одноимённого сериала состоялась 25 апреля 2021 года в рамках ММКФ.